# Грей, Эдмунд, 1-й граф Кент
Эдмунд Грей (англ. Edmund Grey; 26 октября 1416 — 22 мая 1490) — 4-й барон Грей из Ратина с 1440 года, 1-й граф Кент с 1465 года, лорд-верховный казначей Англии в 1463—1464 годах, кавалер ордена Подвязки с 1437, английский полководец во время войны Алой и Белой розы, старший сын сира Джона Грея и Констанс Холланд, дочери Джона Холланда, 1-го герцога Эксетера, и Элизабет Ланкастерской.

## Биография
До 1440 года Эдмунд находился на службе в Гиени. 9 октября 1440 года он был посвящён в рыцари.
Отец Эдмунда, сир Джон Грей, умер в 1439 году — раньше своего отца, Реджинальда Грея, 3-го барона Грей из Ратина. Поэтому после смерти в 1440 году деда, его наследником стал именно Эдмунд, получивший кроме баронского титула владения в Денбишире с замком Ратин, а также стал комиссионером в Бедфордшире.
В 1443 году Эдмунд был сделан членом Тайного совета.
Будучи троюродным братом короля Генриха VI, Эдмунд первоначально был верным сторонником Ланкастеров во время их борьбы с Йорками, вылившейся в войну Алой и Белой Розы. В 1449 году люди Эдмунда убили Уильяма Трэшема, сторонника герцога Йорка.
В 1457 году Эдмунд Грей был ложно обвинён в измене, однако в декабре 1459 года он на заседании парламента смог оправдаться, после чего обвинение было снято. Однако уже в следующем году Эдмунд, который командовал правым флангом армии короля Генриха VI в битве при Нортгемптоне, помог герцогу Эдуарду Йоркскому пробраться внутрь укреплений ланкастерской армии, после чего вместе со своими людьми перешёл на его сторону. Это предательство деморализовало ланкастерцев, и они не смогли организовать сопротивление. Несколько военачальников ланкастерцев погибли, а сам король Генрих VI попал в плен к Эдуарду Йоркскому, ставшему после этого королём Англии под именем Эдуарда IV.
За своё предательство Эдмунд Грей был богато вознаграждён. Он получил поместье Амптхилл и стал членом королевского совета. В 1463—1464 годах Эдмунд был лордом-верховным казначеем Англии. 30 мая 1465 года для него был возрождён титул графа Кента, который носили родственники его матери. Также его назначили главным судьёй графства Мерионет в Уэльсе. Кроме того, второй сын Эдмунда, Джордж, позже женился на Энн Вудвилл, сестре королевы Елизаветы Вудвилл — жены Эдуарда IV.
С 1470 года Эдмунд был комиссионером в Кенте, а с 1471 года — комиссионером в Бедфордшире и Нортхемптоншире.
После смерти Эдуарда IV 7 июля 1483 года Эдмунд Грей участвовал в коронации Ричарда III, на которой нёс второй меч. В 1484 году Ричард подтвердил все пожалования Эдмунду Грею.
После того, как в 1485 году после битвы при Босворте королём Англии стал Генрих VII, Эдмунд сохранил своё положение. В 1487 году Генрих VII также подтвердил все пожалования Эдмунду Грею.
Умер Эдмунд Грей 22 мая 1490 года. Поскольку его старший сын, Энтони, умер бездетным раньше отца, все владения и титулы унаследовал его второй сын, Джордж.

## Семья

### Брак и дети
Жена: Кэтрин Перси (18 мая 1423—1499), дочь Генри Перси, 2-го графа Нортумберленда, и Элеанор Невилл. Дети:
- сир Энтони Грей (ок. 1443 — 15 мая/27 ноября 1480), лорд Грей из Ратина
- Джордж Грей (ум. 16/25 декабря 1503), 2-й граф Кент и 5-й барон Грей из Ратина с 1490
- Джон Грей
- Элизабет Грей (ок. 1448 — 18 июля 1472); муж: сир Роберт де Грейсток (ум. 17 июня 1483)
- Энн Грей; муж: Джон Грей (ум. 3 апреля 1499), 8-й барон Грей из Уилтона
- (?) Тэси Грей; муж: Джон Гайс из Элмора